# Cambriano
| Periodo                                                                                     | Epoca                 | Piano         | Età (Ma)    |
| ------------------------------------------------------------------------------------------- | --------------------- | ------------- | ----------- |
| Ordoviciano                                                                                 | Ordoviciano inferiore | Tremadociano  | Più recente |
| Cambriano                                                                                   | Furongiano            | Stadio 10     | ~491,0      |
| Cambriano                                                                                   | Furongiano            | Jiangshaniano | ~494,2      |
| Cambriano                                                                                   | Furongiano            | Paibiano      | ~497,0      |
| Cambriano                                                                                   | Miaolingiano          | Guzhangiano   | ~500,5      |
| Cambriano                                                                                   | Miaolingiano          | Drumiano      | ~504,5      |
| Cambriano                                                                                   | Miaolingiano          | Wuliuano      | ~506,5      |
| Cambriano                                                                                   | Serie 2               | Stadio 4      | ~514,5      |
| Cambriano                                                                                   | Serie 2               | Stadio 3      | ~521,0      |
| Cambriano                                                                                   | Terranoviano          | Stadio 2      | ~529,0      |
| Cambriano                                                                                   | Terranoviano          | Fortuniano    | 538,8 ±0,6  |
| Ediacarano                                                                                  | Ediacarano            | Ediacarano    | Più antico  |
| Suddivisione del Cambriano secondo la Commissione internazionale di stratigrafia dell'IUGS. |                       |               |             |

Il Cambriano è una delle più importanti divisioni della scala dei tempi geologici che comincia 538,8 ±0,6 milioni di anni fa (Ma), alla fine dell'eone Proterozoico, e si conclude 486,85 ± 1,5 milioni di anni fa con l'avvento del periodo Ordoviciano. È il primo periodo dell'era paleozoica nell'eone Fanerozoico.
Cambria è il nome latino medievale del Galles, dove fu ritrovata la prima roccia risalente a questo periodo. Durante il Cambriano non era ancora sviluppata la vita sulla terraferma ma ce n'era moltissima nell'acqua, in particolare: brachiopodi, meduse, onicofori, spugne, trilobiti e trilobitiformi.

## Suddivisioni
Il periodo Cambriano segue il periodo Ediacarano dell'era Neoproterozoica e precede il periodo Ordoviciano.
Il Cambriano è attualmente diviso in quattro epoche o serie:
- Furongiano da 497 a 486,85 ±1,5 Ma
- Miaolingiano da 506,5 a 497 Ma
- Serie 2 da 521 a 506,5 Ma
- Terranoviano da 538,8 ±0,6 a 521 Ma

Le quattro epoche a loro volta si suddividono in piani secondo il seguente schema:
Furongiano
- Stadio 10
- Jiangshaniano
- Paibiano

Miaolingiano
- Guzhangiano
- Drumiano
- Wuliuano

Serie 2
- Stadio 4
- Stadio 3

Terranoviano
- Stadio 2
- Fortuniano

## Datazione
La divisione del Cambriano in quattro epoche e 10 stadi data al 2005, quando la Sottocommissione Internazionale sulla stratigrafia del Cambriano (ISCS) della Commissione Internazionale di Stratigrafia l'ha adottata. L'idea è che ogni sottoepoca o serie sia facilmente identificabile e rappresenti un insieme integrato di eventi riconoscibili sul piano biotico o oceanografico. 
L'intervallo temporale relativo al periodo Cambriano fu tradizionalmente stabilito fra 570 e 500 milioni di anni fa. Il limite inferiore del Cambriano fu tradizionalmente stabilito con la comparsa dei primi artropodi conosciuti, come le trilobiti e le primitive colonie formate da animali conosciuti come archeociati. La fine del periodo fu stabilita invece da un repentino cambiamento della fauna, identificato attualmente come un evento di estinzione. Nonostante l'evoluzione della datazione con la stima del decadimento radioattivo nell'ultimo quarto del XX secolo, ci sono ancora controversie intorno a questa datazione: c'è anzitutto un'incertezza di circa 20 milioni di anni, condivisa dalla maggior parte degli autori. 
La più ragionevole proposta per la datazione del periodo fu formulata dalla sottocommissione internazionale di stratigrafia terrestre a ca. (approssimativamente) da 541 a 485 milioni di anni fa. Le datazioni su isotopi radioattivi si basano su limiti superiori ed inferiori il più precisi e riconoscibili possibili. Oggi, l'inizio del periodo viene datato con gli strati che per primi includono icnofossili di Trichophycus pedum a 541 ± 1 milioni di anni fa. La fine del periodo corrisponde agli strati contenenti la prima apparizione del conodonte Iapetognathus fluctivagus a 485,4 ± 1,9 milioni di anni fa.

### Limite inferiore
Una data più precisa per il limite inferiore a 542 milioni di anni (± 300 000 anni) per l'evento di estinzione avvenuto all'inizio del Cambriano è stata recentemente riconosciuta. La ragione di questa data precisa è un esempio di ragionamento deduttivo paleontologico. 
Esattamente a questa data si presenta un notevole decadimento della abbondanza di carbonio-13 presente precedentemente, un 'punto d'inversione' che paleontologi chiamano escursione. Questo metodo è così diffuso tanto che è ritenuto il miglior indicatore del limite inferiore del Precambriano relativamente alle sequenze stratigrafiche di questa età. Uno dei siti dove è meglio stabilita l'escursione del carbonio-13 è nella regione dell'Oman. 
Amthor (2003) descrive le evidenze rilevate in Oman che indicano le escursioni dell'isotopo del carbonio in relazione con l'evento di estinzione di massa; la scomparsa di fossili caratteristici del Precambriano coincide esattamente con l'anomalia dell'escursione repentina del carbonio-13. 
Nella sequenza dell'Oman sono stati ritrovati livelli di cenere vulcanica nei quali lo zirconio ivi contenuto fornisce una datazione più precisa a 542±0,3 milioni di anni fa (calcolata sul rapporto di decadimento dell'uranio in piombo). Questa nuova e precisa data coincide con le meno precise datazioni ottenute dall'osservazione dell'anomalia del carbonio-13, rilevata dalle sequenze ritrovate in Siberia e in Namibia. Quanto sopra è stato presentato ormai è accettato come la datazione definitiva per l'inizio dell'eone Fanerozoico, e dunque per l'inizio anche dell'era Paleozoica e del relativo periodo Cambriano.

## Morfologia
Cambria deriva dal latino, ed è il nome antico del Galles del nord, un sito ricco di rocce di età Cambriana studiate da Adam Sedgwick nel 1830.
Nelle prime serie stratigrafiche compilate, il tardo Cambriano coincideva nelle sequenze stratigrafiche con quelle del successivo 'Siluriano', le quali furono meglio identificate da Sir Roderick Murchison. Nel 1879, Charles Lapworth definì un periodo intermedio fra i due, detto 'Ordoviciano', che includeva le sovrapposizioni fra i due periodi.

## Paleogeografia

La distribuzione dei continenti durante il periodo Cambriano, circa 514 milioni di anni fa.

I continenti presenti nel Cambriano sono stati originati dalla frammentazione del supercontinente Rodinia formatosi nella precedente era neoproterozoica. Gli oceani nel periodo Cambriano sembrano essere diffusi, ma poco profondi. Si crede che il clima durante il Cambriano fosse notevolmente più caldo che nei periodi immediatamente precedenti (Ediacarano e ovviamente, Cryogeniano), in quanto erano oramai finite le ere glaciali globali, come la famosa glaciazione Varanger. La deriva dei continenti avvenuta nel Cambriano può essere stata anomala, ovvero molto veloce e caotica. In ragione della sua complessità, risulta difficile descrivere i moti continentali avvenuti in questo periodo. 

## Contenuto fossilifero
Il Cambriano è il periodo più antico ove sono stati trovati in grandi quantità nelle rocce numerosi reperti distinti di organismi multicellulari animali, o Metazoi, organismi anche più complessi dei poriferi o medusoidi già rilevati nel tardo Ediacarano. Le particolari condizioni registratesi in alcuni siti Cambriani, hanno permesso un grado di conservazione ottimale, tanto che spesso si sono conservate anche le parti molli degli organismi insieme alle parti dure o ai gusci. Proprio per questo motivo, in qualche caso la nostra conoscenza del biota cambriano è superiore a quella dei periodi successivi.
Durante questo periodo vi fu una apparente diversificazione di forme evolute di organismi viventi, riferita in letteratura come la cosiddetta esplosione cambriana: all'incirca 50 gruppi separati di organismi ("Phyla") emersi in molti casi senza avere evidenti precursori. 
La comunità scientifica non è unanimemente d'accordo sul concetto di esplosione cambriana, considerando le diversificazioni della fauna fossile Ediacara,  anteriore al Cambriano.

## Fauna

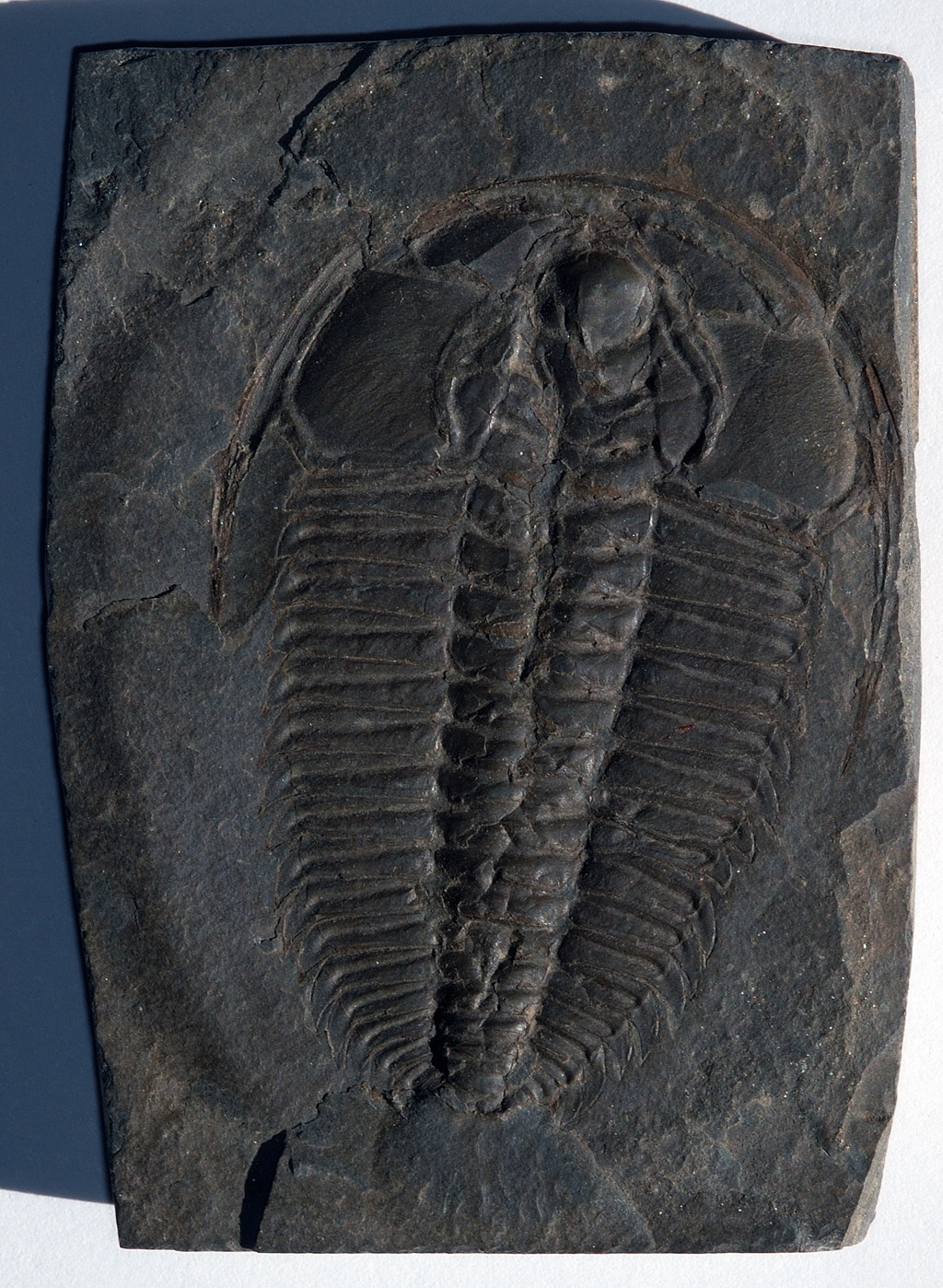
Fossile di trilobite

A parte alcune enigmatiche forme di vita che potrebbero essere o no animali, tutti i moderni phylum del regno Animale compaiono nel Cambriano (se si eccettuano i poriferi, che si pensa si siano originati subito prima dell'inizio del periodo, cioè nel tardo Ediacariano, e i briozoi, di cui non si ha traccia prima dell'inizio dell'Ordoviciano). Molti phyla estinti e alcuni animali asimmetrici non hanno chiare relazioni con altri animali anche apparsi nel Cambriano stesso. I migliori siti ove sono stati ritrovati organismi molli fossilizzati sono il cosiddetto Burgess shale in Columbia Britannica. Sono stati ritrovati in strati del medio Cambriano e forniscono informazioni sulla diversità dei primi organismi animali. Fauna similare è stata in seguito trovata in numerosi altri siti - alcune argille primordiali del Cambriano in Cina, provincia dello Yunnan. Una più antica fauna pre-Cambriana (ediacarana) fu identificata negli ultimi 50 anni, ma le loro relazioni con le forme cambriane rimangono tuttora oscure.
Le comunità biologiche di mare basso (entro la piattaforma continentale) sono particolarmente ricche e diversificate in ambiente a sedimentazione terrigena, con brachiopodi e trilobiti come forme dominanti. Nel Cambriano Inferiore e Medio, i predatori dominanti sono ancora artropodi primitivi come gli (anomalocaridi). Negli ambienti di piattaforma carbonatica abbiamo bio-costruzioni prevalentemente stromatolitiche come nel Proterozoico, in cui però nel Cambriano Inferiore e Medio compaiono metazoi ad organizzazione complessa, gli archeociati (forme a parete calcarea con morfologia conica, probabilmente relazionati con i poriferi). I molluschi bentonici sono ancora decisamente subordinati rispetto ai brachiopodi, ma i nautiloidi (forme nectoniche o necto-bentoniche), compaiono nel Cambriano Superiore, si diffondono rapidamente e divengono poi nell'Ordoviciano i predatori dominanti. Dal Cambriano Medio compaiono i primi graptoliti, con forme sia bentoniche che epiplanctoniche (fissate ad alghe o detriti galleggianti).

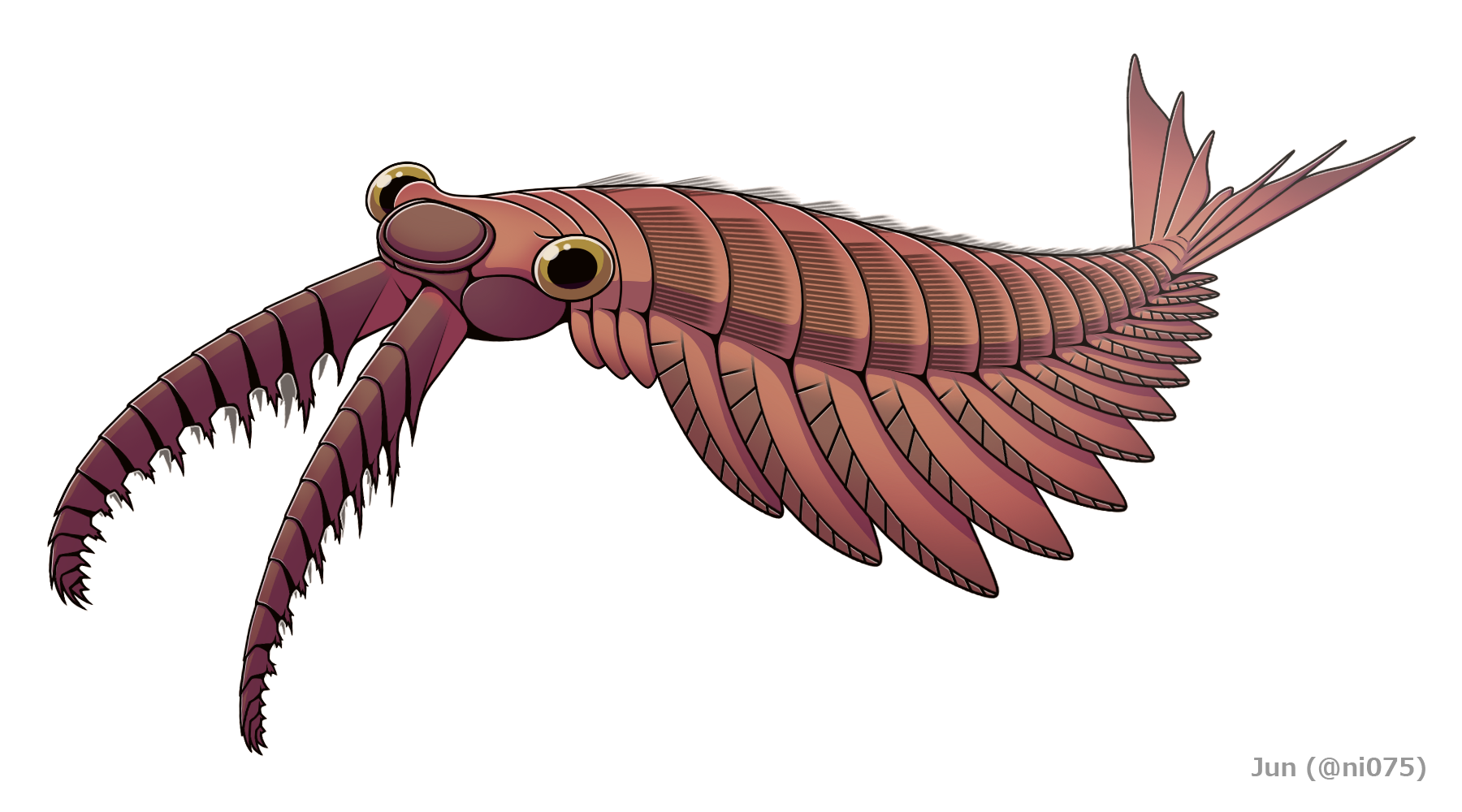
Anomalocaris
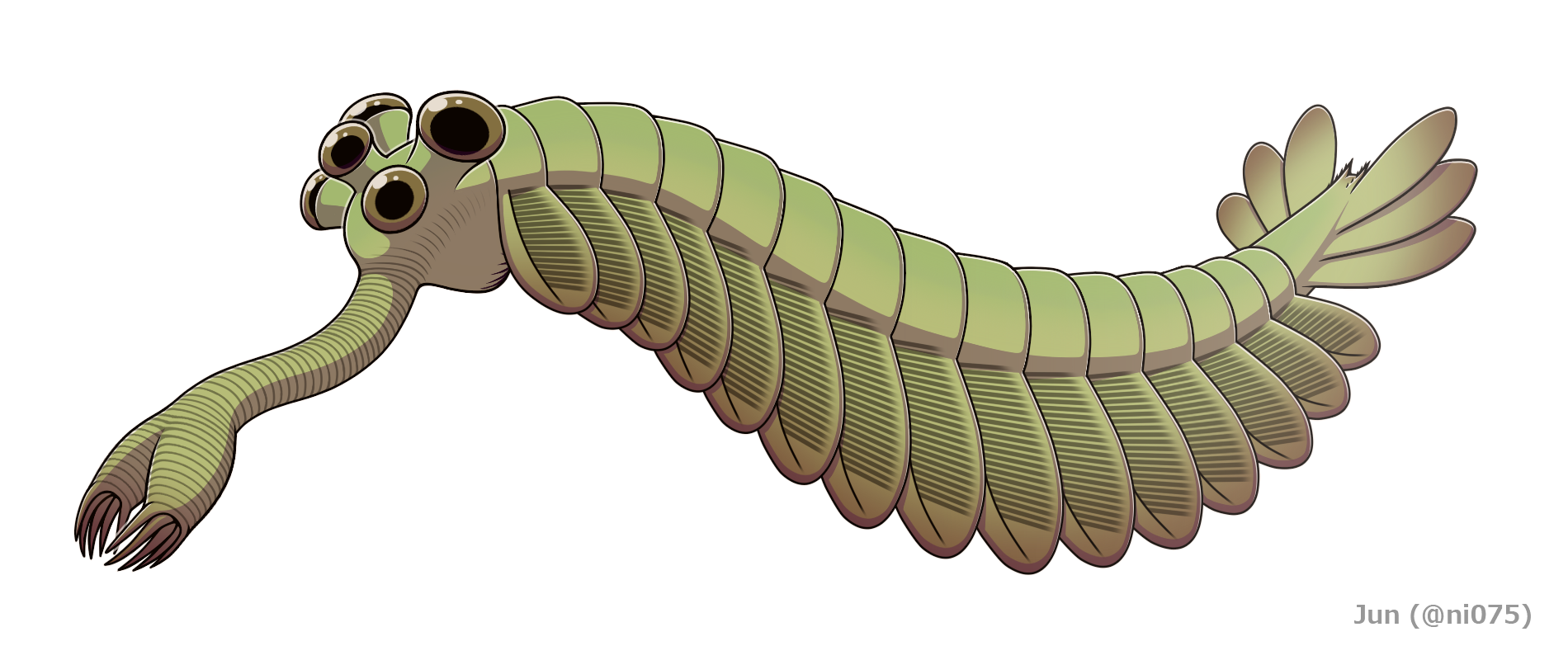
Opabinia
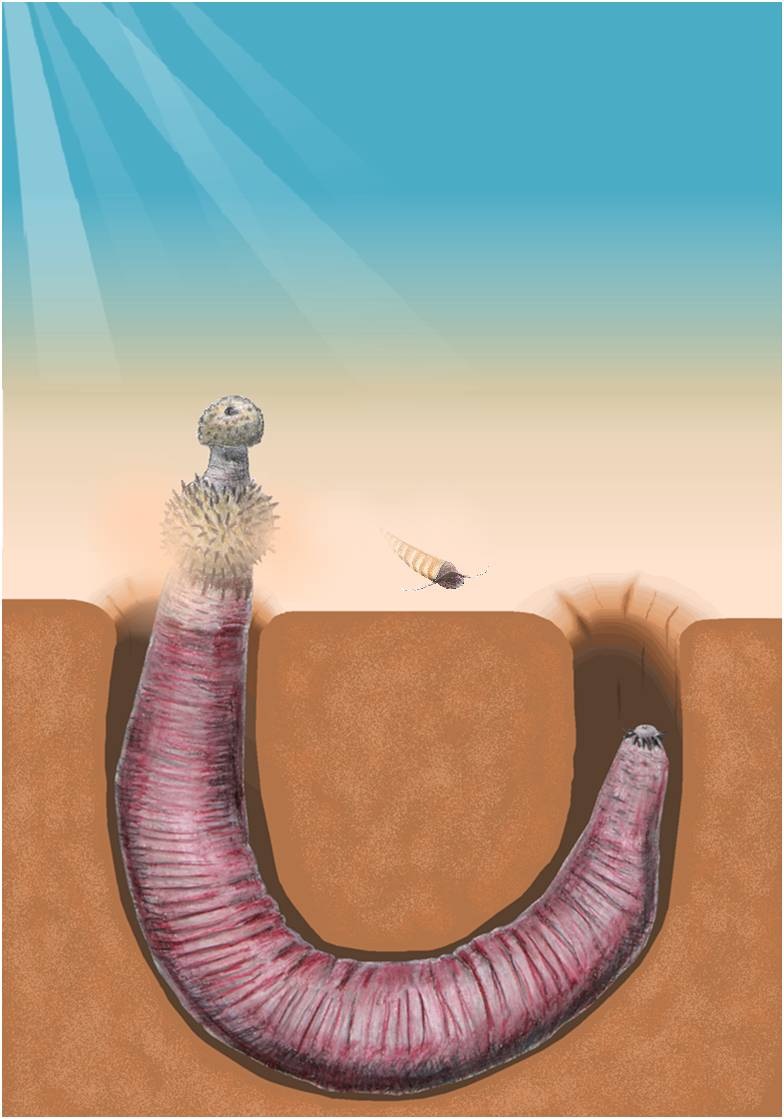
Ottoia
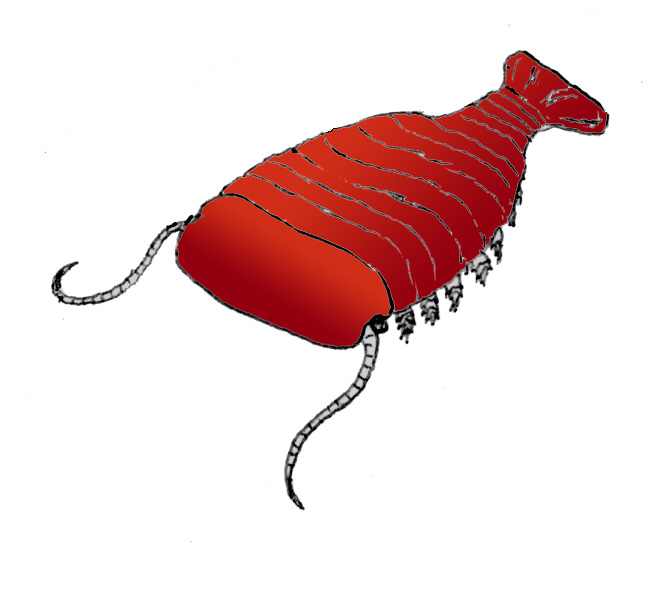
Sidneyia
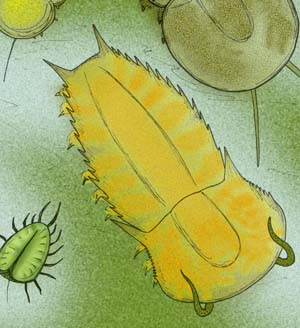
Naraoia
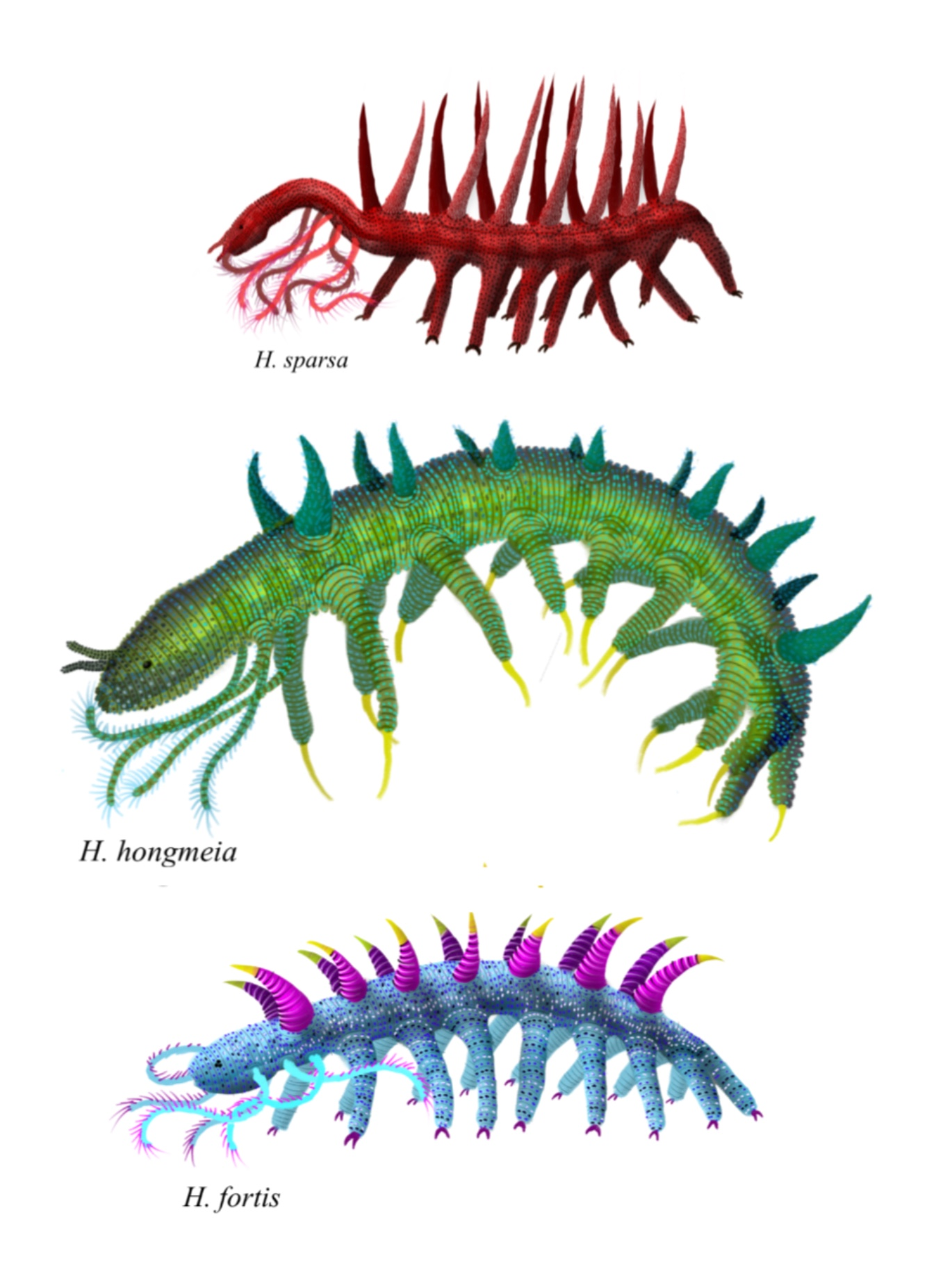
Hallucigenia
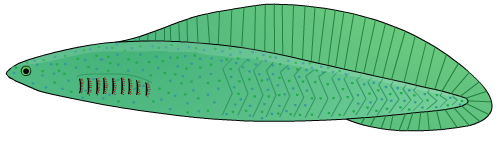
Haikouichthys
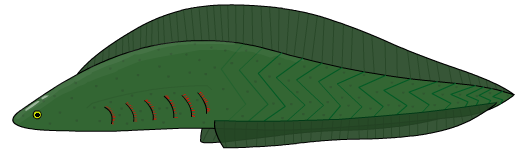
Myllokunmingia
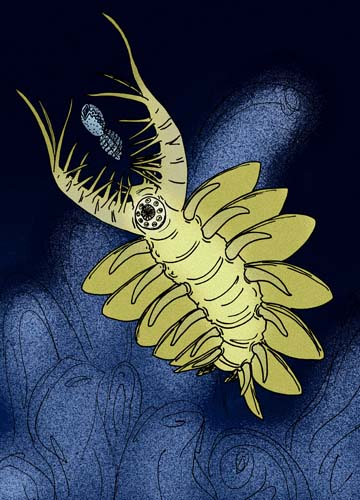
Pambdelurion
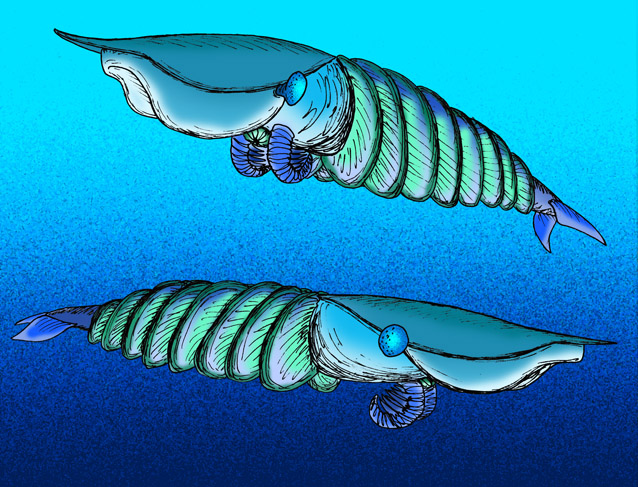
Hurdia
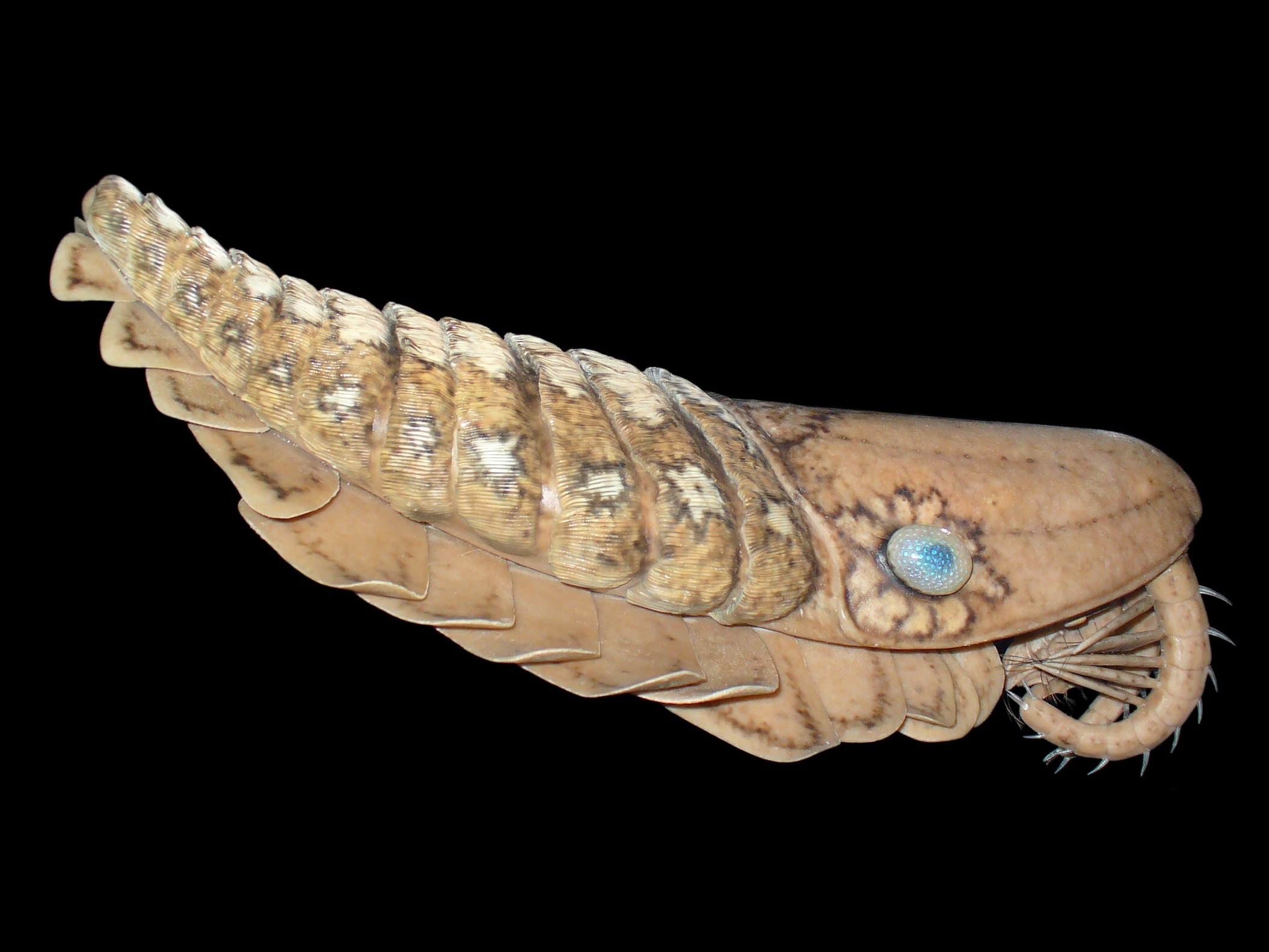
Peytoia
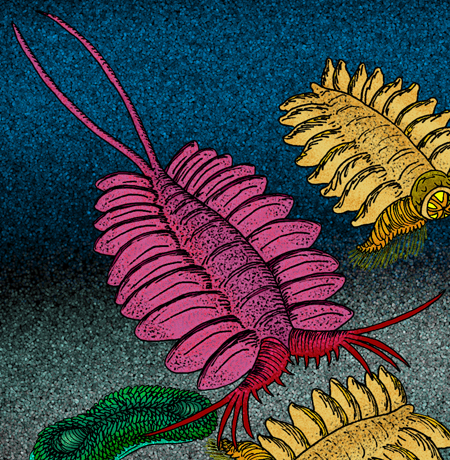
Kerygmachela
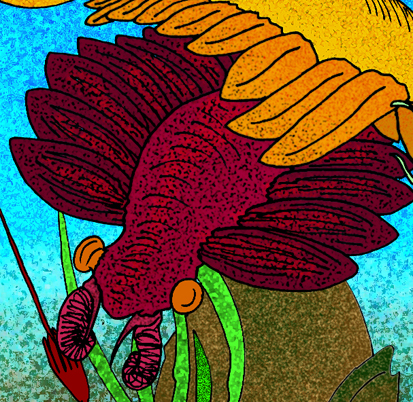
Amplectobelua

## Flora
È comunemente accettato che non ci fossero piante sulla terra, che quindi doveva apparire spoglia e priva di vegetazione da un capo all'altro dei continenti. È tuttavia possibile che si sia gradatamente formato in alcune aree un sottile strato di licheni, alghe o microscopici funghi.

## Il Cambriano in Italia
Le più antiche rocce presenti in Italia risalgono al Cambriano e affiorano principalmente in poche regioni della Sardegna meridionale (Iglesiente, Sulcis). Queste rocce si sono depositate in bacini marini poco profondi, i cui fossili includono animali primitivi come gli archeociatidi, le meduse, i brachiopodi e i trilobiti.
Recentemente, per mezzo di datazione U/Pb, sono state trovate indicazioni di rocce risalenti al Cambriano anche in Calabria e nei Peloritani (Sicilia).